# 方山镇 (禹州市)
方山镇，是中华人民共和国河南省禹州市下辖的一个乡镇级行政单位。

## 行政区划
方山镇下辖以下地区：
响潭湾村、方山村、申垌村、傅家门村、杏山坡村、好汉坡村、圪垯寨村、坡村、马庄村、程庄村、押庄村、邹湾村、逯坡村、煤窑沟村、土觉沟村、迎水阁村、艾窝村、白庄村、接官亭村、井沟村、彭沟村、西下庄村、上庄村、三古垌村、庄沟村、琉璃沟村和石匣沟村。